# Joseph Tomczyk
Joseph P. Tomczyk (ur. 19 maja 1935 w  Wilkes-Barre w Pensylwanii, zm. 4 października 1995) – amerykański duchowny katolicki, biskup Polskiego Narodowego Kościoła Katolickiego działającego na terenie Stanów Zjednoczonych Ameryki i Kanady.
Święcenia kapłańskie przyjął 19 kwietnia 1954. W 1990 roku podcza XVIII Synodu Generalnego PNKK, uzyskał nominację na biskupa wraz z Robertem Nemkovichem i Tadeuszem Pepłowskim. Sakrę biskupią przyjął w Scranton w Pensylwanii w dniu 18 października 1993 i został wówczas drugim (pomocniczym) biskupem diecezji kanadyjskiej PNKK. Pod  koniec jego życia prowadzone było śledztwo wewnątrzkościelne wyjaśniajace nieprawidłowości finansowe w diecezji.